# Die Zeit ist für die Lieder und gegen die Panzer – Mikis Theodorakis
Der Musikfilm Die Zeit ist für die Lieder und gegen die Panzer – Mikis Theodorakis zeigt das erste Konzert nach dem Ende der griechischen Militärdiktatur, welches der Komponist Mikis Theodorakis am 10. Oktober 1974 wieder in seinem Heimatland geben konnte.

## Zum Film
Vom 21. April 1967, dem Tag des Militärputsches in Griechenland, bis zum 23. Juli 1974, jenem Tag, da die Obristen-Junta zurücktreten musste, herrschten in Griechenland Diktatur und Unterdrückung. Kulturell war das Volk jedoch nicht mundtot zu machen. Und heimlich zirkulierten Schallplatten und Tonbandkassetten mit verbotenen Liedern – auch und gerade während der siebenjährigen Repression.
Der Film zeigt Ausschnitte aus dem ersten öffentlichen Konzert, das Mikis Theodorakis nach der Rückkehr aus dem französischen Exil am 10. Oktober 1974 mit Sängern und Musikern im Karaiskakis-Stadion, am Stadtrand von Athen und in der Nähe des Hafens Piräus, vor rund 40.000 Menschen geben konnte. Emphatisch begrüßte das Publikum den Komponisten und Dirigenten, konnte es doch – nach den Jahren der Diktatur – jetzt offen „seine“ Volkslieder mitsingen, die ihm im kulturellen Widerstand gegen die Herrschaft der Junta so kraftvoll nützlich geworden waren.
Zur Aufführung gelangten unter anderem Lieder aus den Zyklen und Oratorien: Axion Esti; Mauthausen; Lieder für Andreas; Canto General; 18 Lieder der bitteren Heimat; Lieder des Kampfes; Eine Geisel; Romiossini.
Griechische Konzertbesucher im Interview: „Während der Zeit der Diktatur waren die Lieder richtungsweisend für alle antidiktatorischen Kräfte in unserem Land. Und deshalb kommen wir heute hierher.“ Oder: „Politisch setzt sich diese Musik mit jenen Freiheiten auseinander, die uns entzogen wurden. Das Volk versucht, seine Gefühle mit den Liedern von Theodorakis zum Ausdruck zu bringen.“

## Sendedatum
(Erstsendung:)
24. November 1974, Westdeutscher Rundfunk Köln (3. Fernsehprogramm)

### Technische Daten
Format: 16 mm, Farbe, 1:1,37

### Synopsis
„Das erste Volkskonzert nach der Diktatur in Griechenland / Athen, 10. Oktober 1974“ (Schrifteinblendung nach dem Haupttitel des Films)